# Москалева криниця (1847)
«Москалева криниця» (1847) — поема Тараса Шевченка, перша редакція, написана у другій половині 1847 року в Орській фортеці.

## Історія написання
Поема датується за місцем автографа у «Малій книжці» серед творів 1847 року та часом перебування Шевченка з 22 червня 1847 року по 11 травня 1848 року в Орській фортеці. Орієнтовно: кінець червня - грудень 1847 року, Орська фортеця.
Первісний автограф невідомий. Після повернення з Аральської описової експедиції до Оренбурга, наприкінці 1849 (не раніше 1 листопада) або на початку 1850 року (не пізніше дня арешту поета 23 квітня), Шевченко переписав поему з невідомого ранішого автографа до «Малої книжки» (під № 19 до дев'ятого зшитку за 1846-1847 роки). Переписуючи, він правив окремі рядки.
Розпочинаючи роботу над другою редакцією твору в квітні-травні 1857 року, Шевченко дописав олівцем у «Малій книжці» присвяту «Я. Кухаренку», викреслив великий фрагмент тексту і вніс деякі виправлення.

## Перша публікація
Вперше ця редакція поеми надрукована в празькому виданні «Кобзаря» 1876 року (більш розширений «Кобзар», який містив багато раніше не друкованих творів поета).

## Поетика
Соціально-побутова поема, в якій Шевченко стверджує свої погляди на сенс людського існування й моральні норми поведінки людини.
В образі героя твору Максима поет втілив одну з провідних ідей своєї етики: треба жити по правді, а жити по правді — це творити людям добро. Саме в цьому сенс буття справжньої людини, і саме так живе селянин Максим. У цій редакції поеми образові Максима протиставлений образ оповідача, який живе тільки «для себе», «заплющивши письменні очі» на людські страждання. 
Друга редакція поеми (1857 року) має значні сюжетно-композиційні відмінності від першої, хоч ідейне спрямування поеми і образ її героя не змінилися.

## Сюжет
Сюжет нагадує притчову структуру, хоч і не є суто притчею. Твір містить моралізаторські репліки розповідача і завершується рядками: «Отак живіть, недоуки, / То й жить не остине»». 
Головний герой — Максим — сирота. Він наймитує, втрачає родину і важко зароблених статків (заздрісники спалюють його хату, а дружина тікає з солдатами), але не озлоблюється і живе, щоб бути корисним людям: іде в солдати замість удовиного сина, а повернувшись з війни калікою, копає криницю, щоб заходили «люде воду пити» (звідси й назва твору).

## Значення деяких слів поеми
...Бо всюди сироти — ледащо... — рядок нагадує пісню «Ой не шуми, луже».
Старців закликають На обіди... — в Україні був звичай на свята частувати голодних і бездомних.
Ненатля — жадібність, ненажерливість.
Од цариці Прийшов указ лоби голить. — на початку 1780-х років Катерина II запровадила в Україні рекрутську повинність.
Бо вдовиного, бачиш, сина В прийом громада повезла. — сільська громада, де керували заможні, нерідко користувалася з безпорадності своїх найбідніших членів заради власних синів, порушуючи закон, що забороняв забирати на військову службу єдиного годувальника.
... і за гріхи Карались Господом ляхи... — Шевченко, ймовірно, натякає на відоме повстання проти польської шляхти 1768 року — Коліївщину.
...І пугав Пугач над Уралом. — йдеться про селянсько-козацьке повстання 1773-1774 років під проводом Омеляна Пугачова.
Піїти в одах вихваляли Войну й царицю. — дія поеми відбувається під час російсько-турецької війни 1787-1792 років.
Після великої зими... — йдеться про незвичайно холодну і тривалу зиму 1788 року.
Вдовиченко в пікінерах... — пікінерські полки — сформовані російським урядом у 1764-1776 роках шість полків (Донецький, Дніпровський, Єлисаветградський, Луганський, Полтавський, Херсонський), куди набиралися військовопоселенці або прирівняні до них козаки (останні втрачали козацькі права, зобов'язувалися сплачувати податки, відбувати державні повинності). Після заворушень і повстання незадоволених пікінерів полки було розпущено (у 1783 році).
Xавтури — подаяння селян школярам-прохачам, а також залишки святкових обідів, які йшли священикові та його причту.
Пилипівка — піст перед Різдвом.
Петрівка — Петрів піст.
Спасівка — піст перед святом Преображення Господня.
На самого Маковія — на день мучеників Макавеїв.